# Pietro Castelli
Pour les articles homonymes, voir Castelli et Aldini.
Pietro Castelli, né v. 1570 à Rome et mort en 1661 à Messine, parfois connu comme Tobia Aldini, est un médecin et un naturaliste italien.

## Biographie
Pietro Castelli étudie auprès de Andrea Cesalpino (1519-1603) et exerce la médecine à Rome. Il se retire à Messine où il dirige le jardin botanique de la ville. Grand érudit, il est l’auteur de très nombreux ouvrages sur la médecine, la chimie ou la botanique.
Un certain nombre de ses travaux ont été publiés sous le pseudonyme « Tobia Aldini » (Tobias Aldinus).

## Œuvres
- Chalcanthinum dodechaporion, sive Duodecim dubitationes in usu olei vitrioli et defensio antiquorum in arsenici atque sandarachae potu (J. Mascardi, Rome, 1619).
- Breve Ricordo dell'ellettione, qualità et virtù dello spirito et oglio acido di vitriolo (J. Mascardi, Rome, 1621).
- Discorso della duratione de' medicamenti tanto semplici quanto compositi (J. Mascardi, Rome, 1621).
- Epistola Petri Castelli,... ad condiscipulos suos Joannem Manelphum et Aetium Cletum,... in qua agitur, nomine hellebori simpliciter prolato, tum apud Hippocratem, tum alios auctores, intelligendum album et ab hoc purgatas a Melampode Proeti regis Argivorum furentes filias atque ab Anticyreo sanatum Herculem insanientem (J. Mascardi, Rome, 1622).
- Epistola secunda de helleboro Petri Castelli,... in qua confirmantur ea quae in alia Epistola de helleboro allata fuere (J. Mascardi, Rome, 1622).
- Exactissima descriptio rariorum quarundam plantarum, quae continentur Romae in Horto Farnesiano (J. Mascardi, Rome, 1625).
- Epistolae medicinales (J. Mascardi, Rome, 1626).
- Theatrum Florae, in quo ex toto orbe selecti mirabiles, venustiores ac praecipui flores, tanquam ab ipsius Deae sinu, proferuntur (Pierre Firens, Paris, 1627, réédité en 1633).
- Antidotario romano latino e volgare tradotto da Ippolito Ceccarelli (J. Mascardi, Rome, 1628).
- De Abusu phlebotomiae (J. Mascardi, Rome, 1628).
- Discorso della differenza tra gli semplici freschi et i secchi, con il modo di seccarli (J. Mascardi, Rome, 1629).
- Incendio del monte Vesuvio di Pietro Castelli (J. Mascardi, Rome, 1632).
- Discorso dell' eletuario rosato di Mesue, nel quale si raggiona delle rose che entrano in detto elettuario e della scammonea (J. Mascardi, Rome, 1633).
- Emetica Petri Castelli (J. Mascardi, Rome, 1634).
- Optimus medicus in quo conditiones perfectissimi medici exponuntur (J. Mascardi, Rome, 1637).
- Hyaena odorifera (J.-F. Bianco, Messine, 1638).
- Memoria per lo spetiale romano nel quale si pone il tempo in Roma consueto di raccogliere e seccare le radici, l'erbe, i fiori, i frutti et i semi necessarii per le spetiarie (G.-F. Bianco, Messine, 1638).
- Chrysopos, cujus nomina, essentia, usus et dosis facili methodo traduntur. Quem sequitur problema de lacte in virginibus, experimentis, auctoritatibus et rationibus explanatum (J.-F. Bianco, Messine, 1638).
- Balsamum examinatum (J.-F. Bianco, Messine, 1640).
- Opobalsamum (J.-F. Bianco, Messine, 1640).
- Hortus Messanensis (J.-F. Bianco, Messine, 1640).
- De Abusu circa dierum criticorum enumerationem (J.-F. Bianco, Messine, 1642).
- Epangelia in qua lectiones hoc anno ab ipso habendae in publico Gymnasio super primum librum Aphorismorum Hippocratis enumerantur (L. Osannam, Mantoue, 1646).
- Responsio chimica D. Petri Castelli,... de effervescentia et mutatione colorum in mixtione liquorum chimicorum (P. Breae, Messine, 1654).
- De insectis, ouvrage en deux tomes, est resté inédit[1].